# Detlef Bald

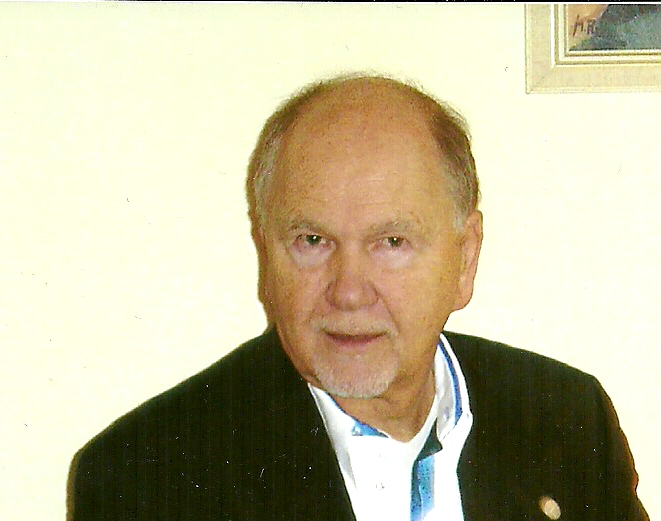
Detlef Bald im Jahr 2015

Detlef Bald (* 1. Mai 1941 in Plettenberg) ist ein deutscher Politikwissenschaftler und Militärhistoriker. Von 1971 bis 1996 war er wissenschaftlicher Direktor am Sozialwissenschaftlichen Institut der Bundeswehr in München. Seit 1996 ist er als freiberuflicher Publizist schwerpunktmäßig im Bereich der Friedensforschung tätig, zudem zum Widerstand der Weißen Rose und zu Dietrich Bonhoeffer.

## Leben
Balds Vorfahren stammen aus dem Sauerland. Er wurde 1941 im westfälischen Plettenberg geboren. Sein Großvater war in der Eisenverarbeitung tätig. während der Zeit des Nationalsozialismus war sein Vater Hugo HJ-Gebietsführer in Bochum, die Mutter distanzierte sich nach Kriegsausbruch vom Bund Deutscher Mädel. Bald war bis November 2019 verheiratet mit Brunhild Bald, geb. Preuß.
Ab 1952 wuchs er in Essen auf und besuchte das Gymnasium Essen-Werden. Während der Schulzeit war er Schulsprecher und Herausgeber der Schülerzeitung. Nach dem Abitur 1962 studierte er Politische Wissenschaft und Geschichte sowie Pädagogik, Philosophie und Anglistik an der Albert-Ludwigs-Universität Freiburg. Wissenschaftler wie Arnold Bergstraesser, Gerhard Ritter und Hans-Günter Zmarzlik prägten sein generalistisch ausgerichtetes Studium. 1965 wurde er wissenschaftlicher Mitarbeiter am neugegründeten Arnold-Bergstraesser-Institut für kulturwissenschaftliche Forschung in Freiburg, das von Dieter Oberndörfer geleitet wurde. Dort wandte er sich der Entwicklungspolitik zu, inklusive Archivstudien in London. Bald war auch in der studentischen Selbstverwaltung tätig, als Sprecher der Historischen Fachschaft und als Mitglied im AStA. 1966/67 legte er das 1. Staatsexamen ab.
Von 1967 bis 1970 war er wissenschaftlicher Assistent am Seminar für Politische Bildung der Universität Frankfurt am Main, verbunden mit einem Lehrauftrag für das Regierungssystem der Bundesrepublik Deutschland, die internationale Lage und Entwicklungsländer. Diese Zeit weckte maßgeblich sein Interesse an Internationaler Politik. Angeregt durch Oberndörfer und Gottfried Schramm begann er 1967 an der Philosophischen Fakultät der Universität Freiburg seine Promotion zum Dr. phil. mit der Dissertation Deutsch-Ostafrika 1900–1914. Eine Studie über Verwaltung, Wirtschaft und Interessengruppen, die er 1969 einreichte.
Statt einen akademischen Werdegang weiter zu verfolgen, entschied er sich für das bisher neue Themenfeld Militär und ging dafür an das durch Thomas Ellwein aufgebaute Wissenschaftliche Institut für Erziehung und Bildung in den Streitkräften. Dort arbeitete er dem damaligen Bundesminister der Verteidigung Helmut Schmidt (SPD) zu dessen Bildungsreformen in den Streitkräften zu und knüpfte im Rahmen seiner Tätigkeit internationale Kontakte zu Militärsoziologen. Von 1971 bis 1996 war er wissenschaftlicher Direktor und ab 1975 Leiter des Projektbereichs „Militär und Gesellschaft“ am Sozialwissenschaftlichen Institut der Bundeswehr (SOWI) in München. Er wurde zudem Mitglied und zeitweise Vorsitzender des Arbeitskreises Militär und Sozialwissenschaften (AMS). Der AMS initiierte die Reihe Militär und Sozialwissenschaften im Nomos Verlag. Insbesondere der Bundeswehrgeneral Wolf von Baudissin hatte mit dem Konzept der Inneren Führung großen Einfluss auf Balds Arbeit. Bald hatte ab 1972 einen Lehrauftrag für Internationale Politik bei Gottfried-Karl Kindermann am Geschwister-Scholl-Institut der Ludwig-Maximilians-Universität München inne.
In den 1970er Jahren knüpfte er Kontakte mit dem Institut für Friedensforschung und Sicherheitspolitik an der Universität Hamburg (IFSH), wo er in der Forschungsgruppe „Demokratisierung von Streitkräften“ (DemoS) aktiv wurde. Bald wurde Mitherausgeber, dann Beiratsmitglied, der Zeitschrift Sicherheit und Frieden, Mitherausgeber des Jahrbuchs für Historische Friedensforschung und der Buchreihe Frieden und Krieg. Beiträge zur Historischen Friedensforschung sowie Sprecher des Arbeitskreises Historische Friedensforschung. Außerdem engagierte er sich in der Evangelischen Akademie Tutzing. Er publizierte in Zeitschriften wie Wissenschaft und Frieden, Mittelweg 36 und Blätter für deutsche und internationale Politik. Mit Gründung der (Vierteljahresschrift für) Sicherheit und Frieden (S+F) am Hamburger Institut war er 20 Jahre lang Mitherausgeber und bis zur Einstellung Ende 2020 im Beirat von S + F. Bald wurde Mitglied des Förderkreises des  antimilitaristischen Arbeitskreises Darmstädter Signal und trat als Referent u. a. bei der AG Friedensforschung auf.
Er avancierte zum Kritiker der Traditionspflege in der Bundeswehr. Im Juni 1998 forderte er anlässlich des Forums Innere Führung in Bonn in seiner vor hochrangigen Offizieren gehaltenen und nachträglich kritisierten Rede nachdrücklich Reformen im Generalstabslehrgang und in der militärischen Ausbildung ein. Bald war häufiger Interviewpartner zu kritischen Berichten zur Bundeswehr in den Magazinen Panorama, monitor, in Sendungen des BR, beim NDR und beim Deutschlandfunk. Seit 1996 ist er als freischaffender Historiker und Publizist in München tätig. Er veröffentlichte mehrere Werke zur Militär- und Zeitgeschichte sowie zu friedenspolitischen Themen, die vornehmlich als Arbeitspapiere beim SOWI sowie als Bücher beim Aufbau-Verlag, Klartext Verlag und Nomos Verlag erschienen sind. Bald war nicht nur ein militär- und sicherheitspolitisch orientierter Historiker, ein weiterer Arbeitsschwerpunkt seit Ende der 90er Jahre war Widerstand mit Bezug nach München: die Weiße Rose. Seine Archivstudien eröffneten neue Perspektiven. Danach folgte die Konzentration auf Leben und Werk von Dietrich Bonhoeffer. Seine Ergebnisse wurden vorrangig in der Zeitschrift „Verantwortung“ veröffentlicht. 
Bald hat sich ehrenamtlich im Bereich des Protestantismus engagiert. In den 90er Jahren war er Mitglied der Münchner Synode, seitdem auch im Vorstand des Evangelischen Bildungswerks und anderer landeskirchlicher Gremien. In den Jahren der Vorbereitung und des Aufbaus der Synagoge und des jüdischen Gemeindezentrums am St.-Jakobs-Platz war er aktiv im Vorstand des Fördervereins. Seit 2008 gehörte er zum Vorstand des Dietrich-Bonhoeffer-Vereins (dbv); von 2015 bis 2019 hatte er dessen Vorsitz inne. Im Jahr 2002 wurde ihm von der Landeshauptstadt München für sein friedenspolitische Engagement die Bürgermedaille München leuchtet verliehen.

## Schriften (Auswahl)
- Deutsch-Ostafrika 1900–1914. Eine Studie über Verwaltung, Wirtschaft und Interessengruppen (= Afrika-Studien, Nr. 54 / zugl. Dissertation, Universität Freiburg, 1969). Weltforum-Verlag, München 1970, ISBN 3-8039-0038-7.
- Vom Kaiserheer zur Bundeswehr. Sozialstruktur des Militärs. Politik der Rekrutierung von Offizieren und Unteroffizieren (= Europäische Hochschulschriften/31). Lang, Frankfurt am Main 1981, ISBN 3-8204-5870-0.
- Der deutsche Offizier. Sozial- und Bildungsgeschichte des deutschen Offizierkorps im 20. Jahrhundert. Bernard & Graefe, München 1982, ISBN 3-7637-5400-8.
- Generalstabsausbildung in der Demokratie. Die Führungsakademie der Bundeswehr zwischen Traditionalismus und Reform. Bernard & Graefe, Koblenz 1984, ISBN 3-7637-5454-7.
- (Hrsg.) Tradition und Reform im militärischen Bildungswesen. Von der preußischen Allgemeinen Kriegsschule zur Führungsakademie der Bundeswehr. Eine Dokumentation 1810–1985. Mit einer Einführung von Dieter Clauß, Nomos, Baden-Baden 1985 (zusammen mit Gerhild Bald-Gerlich, Eduard Ambros), ISBN 3-7890-1116-9.
- (Hrsg.) Militärische Verantwortung in Staat und Gesellschaft. 175 Jahre Generalstabsausbildung in Deutschland. Bernard & Graefe, Koblenz 1986, ISBN 3-7637-5834-8.
- (Hrsg.) Miliz als Vorbild? Zum Reservistenkonzept der Bundeswehr (= Militär, Rüstung, Sicherheit, Band 39). Nomos, Baden-Baden 1987, ISBN 3-7890-1431-1.
- (Hrsg.) Die Wehrstruktur der neunziger Jahre. Reservistenarmee, Miliz oder …? (= Militär und Sozialwissenschaften, Band 1). Nomos, Baden-Baden 1988 (zusammen mit Paul Klein), ISBN 3-7890-1568-7.
- (Hrsg.) Historische Leitlinien für das Militär der neunziger Jahre (= Militär und Sozialwissenschaften, Band 2). Nomos, Baden-Baden 1988 (zusammen mit Paul Klein), ISBN 3-7890-1703-5.
- (Hrsg.) Europäische Friedenspolitik. Ethische Aufgaben (= Militär und Sozialwissenschaften, Band 5). Nomos, Baden-Baden 1990, ISBN 3-7890-2190-3.
- (Hrsg.) Generalstabsausbildung zwischen Gesellschaft und Militär. Das Jahresarbeiten-Archiv. Mittler, Herford 1991 (zusammen mit Wilhelm Nolte, Hans-Heinrich Steyreiff), ISBN 3-8132-0375-1.
- (Hrsg.) Die Nationale Volksarmee. Beiträge zu Selbstverständnis und Geschichte des deutschen Militärs von 1945–1990 (= Militär und Sozialwissenschaften, Band 10). Nomos, Baden-Baden 1992, ISBN 3-7890-2705-7.
- (Hrsg.) Militär, Ökonomie und Konversion. Beiträge und Bibliographie. Das Werk von Lutz Köllner (= Militär und Sozialwissenschaften, Band 12). Nomos, Baden-Baden 1993, ISBN 3-7890-2950-5.
- Militär und Gesellschaft 1945–1990. Die Bundeswehr der Bonner Republik (= Militär und Sozialwissenschaften, Band 13). Nomos, Baden-Baden 1994, ISBN 3-7890-3328-6.
- (Hrsg.) Nationale Volksarmee – Armee für den Frieden. Beiträge zu Selbstverständnis und Geschichte des deutschen Militärs 1945–1990 (= Militär und Sozialwissenschaften, Band 17). Nomos, Baden-Baden 1995 (zusammen mit Reinhard Brühl, Andreas Prüfert), ISBN 3-7890-4025-8.
- (Hrsg.) Aufbruch nach der Wende. Militärseelsorge, Kultursteuer und das Staat-Kirche-Verhältnis (= Militär und Sozialwissenschaften, Band 19). Im Auftrag des Dietrich-Bonhoeffer-Vereins, Nomos, Baden-Baden 1997 (zusammen mit Karl Martin), ISBN 3-7890-4700-7.
- (Hrsg.) Vom Krieg zur Militärreform. Zur Debatte um Leitbilder in Bundeswehr und Nationaler Volksarmee (= Militär und Sozialwissenschaften, Band 20). Nomos, Baden-Baden 1997 (zusammen mit Andreas Prüfert), ISBN 3-7890-4911-5.
- (Hrsg.) Ansichten und Einsichten. Militär, Staat und Gesellschaft im Spiegel ausgewählter Jahresarbeiten von Absolventen der Führungsakademie der Bundeswehr (= Schriftenreihe des Wissenschaftlichen Forums für Internationale Sicherheit, Band 11). Mit einem Vorwort von Eckardt Opitz, Edition Temmen, Bremen 1998 (zusammen mit Wilhelm Nolte), ISBN 3-86108-713-8.
- Hiroshima, 6. August 1945 – die nukleare Bedrohung (= dtv, 30607). Deutscher Taschenbuch Verlag, München 1999, ISBN 3-423-30607-6.
- (Hrsg.) Klassiker der Pädagogik im deutschen Militär (= Forum innere Führung, Band 5). Nomos, Baden-Baden 1999 (zusammen mit Uwe Hartmann, Claus von Rosen), ISBN 3-7890-6039-9.
- Mythos Wehrmacht. Nachkriegsdebatten und Traditionspflege (= Aufbau-Taschenbücher, 8072). Aufbau Verlag, Berlin 2001 (zusammen mit Johannes Klotz und Wolfram Wette), ISBN 3-7466-8072-7.
- (Hrsg.) Innere Führung. Ein Plädoyer für eine zweite Militärreform (= Forum innere Führung, Band 19). Nomos, Baden-Baden 2002 (zusammen mit Andreas Prüfert), ISBN 3-7890-8347-X.
- Die „Weiße Rose“. Von der Front in den Widerstand (= Aufbau-Taschenbücher, 8116). Aufbau Verlag, Berlin 2004, ISBN 3-7466-8116-2.
- (Hrsg.) Schwellen überschreiten. Friedensberichte und Friedensforschung. Festschrift für Dirk Heinrich (= Frieden und Krieg, Band 4). Klartext Verlag, Essen 2005, ISBN 978-3-89861-479-5.
- Die Bundeswehr. Eine kritische Geschichte 1955–2005 (= Beck’sche Reihe, 1622). C. H. Beck, München 2005, ISBN 3-406-52792-2.
- (Hrsg.) „Wider die Kriegsmaschinerie“. Kriegserfahrungen und Motive des Widerstandes der „Weissen Rose“. Klartext Verlag, Essen 2005, ISBN 3-89861-488-3.
- Politik der Verantwortung. Das Beispiel Helmut Schmidt. Der Primat des Politischen über das Militärische 1965-1975. Mit einem Vorwort von Helmut Schmidt. Aufbau Verlag, Berlin 2008, ISBN 3-351-02674-9.
- Alternativen zur Wiederbewaffnung. Friedenskonzeptionen in Westdeutschland 1945–1955, Klartext Verlag, Essen 2008 (zusammen mit Wolfram Wette), ISBN 978-3-8375-0013-4
- (Hrsg.) Zurückgestutzt, sinnentleert, unverstanden. Die innere Führung der Bundeswehr (= Demokratie, Sicherheit, Frieden, Band 187). Nomos, Baden-Baden 2008 (zusammen mit Hans-Günter Fröhling, Jürgen Groß, Claus von Rosen), ISBN 978-3-8329-3508-5.
- ’Entweder wir schaffen die Atombombe ab oder die Atombomben schaffen uns ab.’ Machtrealität und Dynamik der nuklearen Rüstung seit Hiroshima. In: Atomwaffen und Menschheitszukunft. Beiträge zum 13. Dresdner Symposium Für eine globale Friedensordnung am 15. November 2008. (Hrsg.) Dresdener Studiengemeinschaft Sicherheitspolitik (DSS) e. V. DSS-Arbeitspapiere, Dresden 2009, Heft 93, S. 41–53. urn:nbn:de:bsz:14-qucosa2-340349
- Das Beispiel vom Primat der Politik – Die Kontrolle der Atomwaffen in der Bonner Republik. Nachträglich eingereichter Beitrag zum 13. Dresdner Symposium ’Für eine globale Friedensordnung’ (Heft 93/2009). In: Gleiche Sicherheit für alle statt NATO-Vorherrschaft. (Hrsg.) Dresdener Studiengemeinschaft Sicherheitspolitik (DSS) e. V: DSS-Arbeitspapiere, Dresden 2009, Heft 94, S. 58–70. urn:nbn:de:bsz:14-qucosa2-339884
- Friedensinitiativen in der Frühzeit des Kalten Krieges 1945–1955 (= Frieden und Krieg, Band 17). Klartext Verlag, Essen 2010 (zusammen mit Wolfram Wette), ISBN 978-3-8375-0013-4.
- „Die Stärkeren im Geiste“. Zum christlichen Widerstand der „Weißen Rose“. Klartext Verlag, Essen 2012 (zusammen mit Jakob Knab), ISBN 978-3-8375-0660-0.
- Afrikanischer Kampf gegen koloniale Herrschaft. Der Maji-Maji-Aufstand in Ostafrika, in: Militärgeschichtliche Mitteilungen, Bd. 19, Verlag G. Braun Karlsruhe 1976, S. 23 ff. ISBN 3-7650-0812-5
- Entwicklungspolitik als Problem zwischen Industriestaaten und der >Dritten Welt<, in: Gottfried-Karl Kindermann (Hg.): Grundelemente der Weltpolitik. Eine Einführung, R. Piper Verlag 1981, S. 240 ff. ISBN 3-492-00524-1
- Neue Konturen der Volkskirche. Zum Wandel der Beziehungen von Staat und Kirche, in: Karl Martin (u. D. Bald Hg.): Abschied von der Kirchensteuer. Plädoyer für ein demokratisches Zukunftsmodell, Verlag Publik-Forum Oberursel 2002, S. 51 ff. ISBN 3-88095-115-2
- Staatstradition und Kirchenreform. Zur Geschichte von Staat, Kirche und Gesellschaft im 20. Jahrhundert, in: Reinhard Höppner, Joachim Perels (Hg.): Das verdrängte Erbe der Bekennenden Kirche, Radius Verlag Stuttgart 2012, S. 149 ff. ISBN 978-3-87173-939-2
- Alexander Schmorell - der Märtyrer, in: Beuroner Forum. Edition 2014. Lit Verlag Berlin 2014, S. 31 ff. ISBN 978-3-643-12442-5
- 1914: Die lange Kontinuität der Geschichte, in: Peter Strutynski (Hg.): Umbrüche und Kontinuitäten. Von den Weltkriegen zum "permanenten Krieg"? Verlag Jenior Kassel 2014, S. 30 ff. ISBN 978-3-934377-79-0.
- „Nie wieder Krieg!“ Gustav Heinemann und die Opposition gegen die Wiederbewaffnung in den fünfziger Jahren, in: Gernot Erler (Hg.): Warum Frieden machbar ist. Kriegsverhütung und Friedensstrategien, Verlag Herder Freiburg 2014, S. 77 ff. ISBN 978-3-451-33580-8
- Karl Martin (u. D. Bald, A. Denecke Hg.): Dietrich Bonhoeffer. Neue Wege der Forschung. Wiss. Buchgesellschaft Darmstadt 2015 ISBN 978-3-534-26469-8.